# 卡帕丰特斯
卡帕丰特斯，是西班牙加泰罗尼亚塔拉戈纳省的一个市镇。总面积13平方公里，总人口116人（2001年），人口密度9人/平方公里。